# Balaguer (kommun)
Balaguer är en kommun i Spanien.   Den ligger i provinsen Província de Lleida och regionen Katalonien, i den östra delen av landet, 400 km öster om huvudstaden Madrid. Antalet invånare är 16 952. Arean är 57 kvadratkilometer. Balaguer gränsar till Bellcaire d'Urgell, Camarasa, Castelló de Farfanya, Os de Balaguer, La Sentiu de Sió, Térmens, Vallfogona de Balaguer, Menàrguens och Cubells. 
Terrängen i Balaguer är huvudsakligen platt, men norrut är den kuperad.